# Ернст II фон Шьонбург-Валденбург
Ернст II (III) фон Шьонбург-Валденбург (на немски: Ernst II (III) von Schönburg-Waldenburg; * 1486; † 12 септември 1534) e фрайхер на Шьонбург-Валденбург-Лихтенщайн.

## Произход
Той е син на Ернст I фон Шьонбург-Валденбург († 1488) и съпругата му графиня Анна фон Ринек († 1525), дъщеря на граф Филип II фон Ринек († 1497) и втората му съпруга Анна фон Вертхайм-Бройберг († 1497). Брат е на Волф I (* 1482; † 1529), фрайхер на Шьонбург-Валденбург.
Ернст II/III и баща му развиват миньорството.
Клоновете Шьонбург-Валденбург, Шьонбург-Хартенщайн съществуват до днес като Шьонбург-Глаухау.

## Фамилия
Ернст II/III фон Шьонбург-Валденбург се жени 1526 г. за бургграфиня Амалия фон Лайзниг (* 22 юли 1508; † 23 февруари 1560), наследничка на Пениг, дъщеря на бургграф Хуго фон Лайзниг († 1538) и Доротея Шенк фон Ландсберг († 1532). Те имат децата:
- Волф (* 1527; † 1532)
- Йохан Ернст (* 1528; † 14 септември 1543)
- Георг I (* 1529; † 13 септември 1585), господар на Шьонбург-Глаухау, женен I. на 25 декември 1547 г. за графиня Доротея фон Мансфелд-Фордерорт (* 1519; † 23 април 1550), II. на 12 декември 1551 г. в Глаухау за Доротея Ройс-Грайц (* 1522; † 21 август 1572), III. на 17 юли 1581 г. за Катарина Агата фон Путбус (* 1549; † 20 април 1608)
- Хуго I (* 8 септември 1530; † 4 февруари 1566/1584), господар Шьонбург-Лихтенщайн-Ной-Шьонбург, женен на 22 април 1555 г. за Анна фон Глайхен-Рембда (* 1532; † 22 април 1570)
- Анна (* 1531; † 1556)
- Волф II (* 30 октомври 1532; † 18 септември 1581), господар на Шьонбург-Глаухау-Валденбург-Векселбург, женен I. пр. 31 декември 1532 г. за Анна Шенк фон Ландсберг († 13 септември 1568), II. на 13 август 1570 г. за Йохана фон Шерфенберг (* 1553; † 1582)
- Доротея (* 1534; † 10 февруари 1539)